# The Hidden Step
The Hidden Step è il nono album in studio del gruppo musicale britannico Ozric Tentacles, pubblicato nel 2000.

## Tracce
1. Holohedron – 5:50
2. The Hidden Step – 7:47
3. Ashlandi Bol – 6:04
4. Aramanu – 6:00
5. Pixel Dream – 6:21
6. Tight Spin – 8:45
7. Ta Khut – 7:06

## Formazione
- Ed Wynne – chitarra, sintetizzatore, effetti
- Seaweed (Christopher Lenox-Smith) – tastiera, sintetizzatore
- John Egan – flauto, voce
- Zia Geelani – basso
- Rad (Conrad Prince) – percussioni